# Вулиця Ярослава Мудрого (Херсон)
Вулиця Ярослава Мудрого — вулиця в Херсоні, розташована в Центральному та Корабельному районах, з'єднує проспект Незалежності з вулицею Колодязною.

## Історія
Почала формуватися в кінці XVIII ст. На плані міста 1792 позначено кілька кварталів у районі Привозної площі. В основному ж вулиця сформувалася у першій половині XIX ст., тоді й отримала назву Дворянської. З 1924 носила назву Радянська. 
19 лютого 2016 року вулицю Радянську перейменували на честь Великого князя київського Ярослава Мудрого.

## Галерея

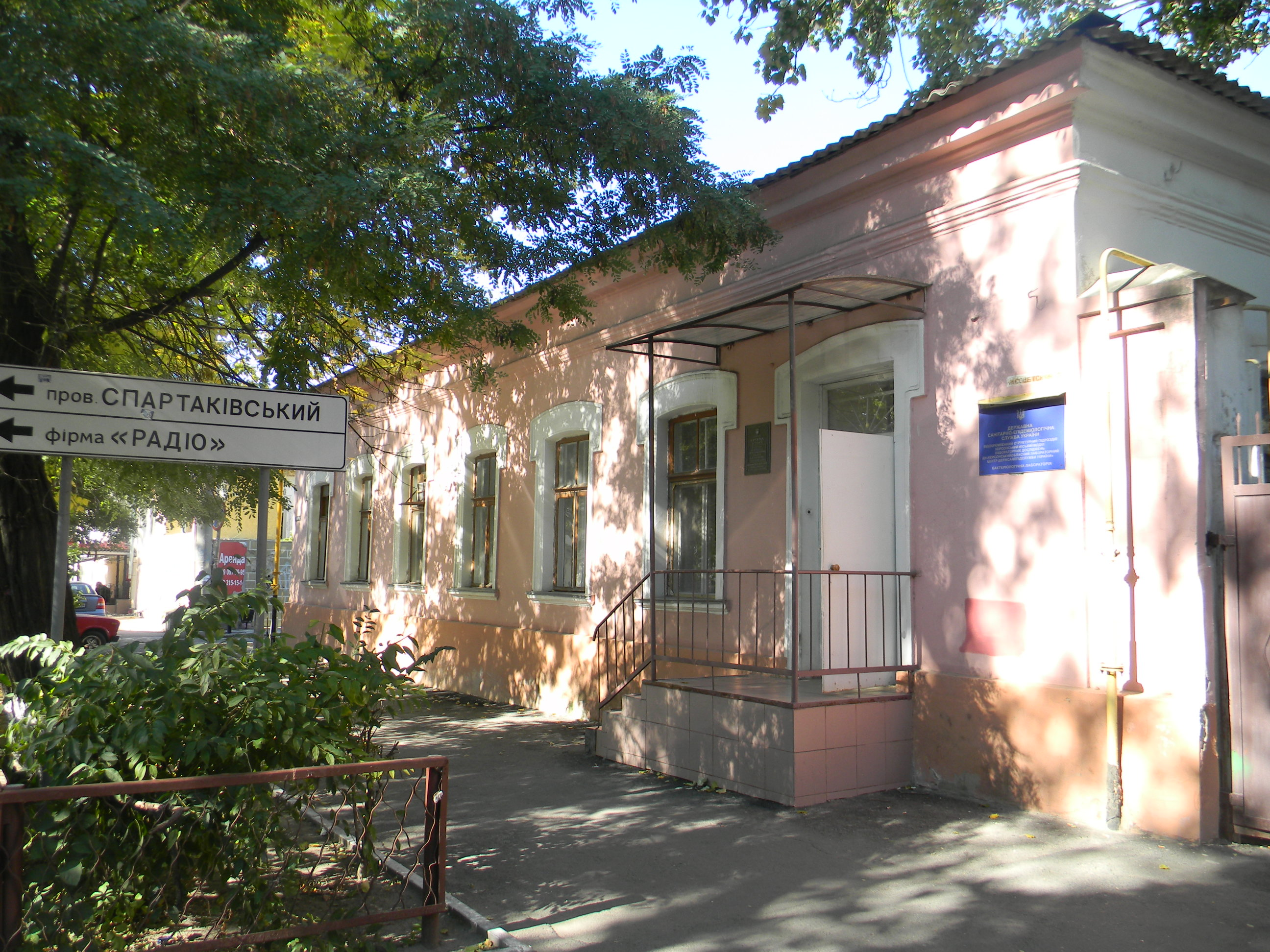
Будинок 22
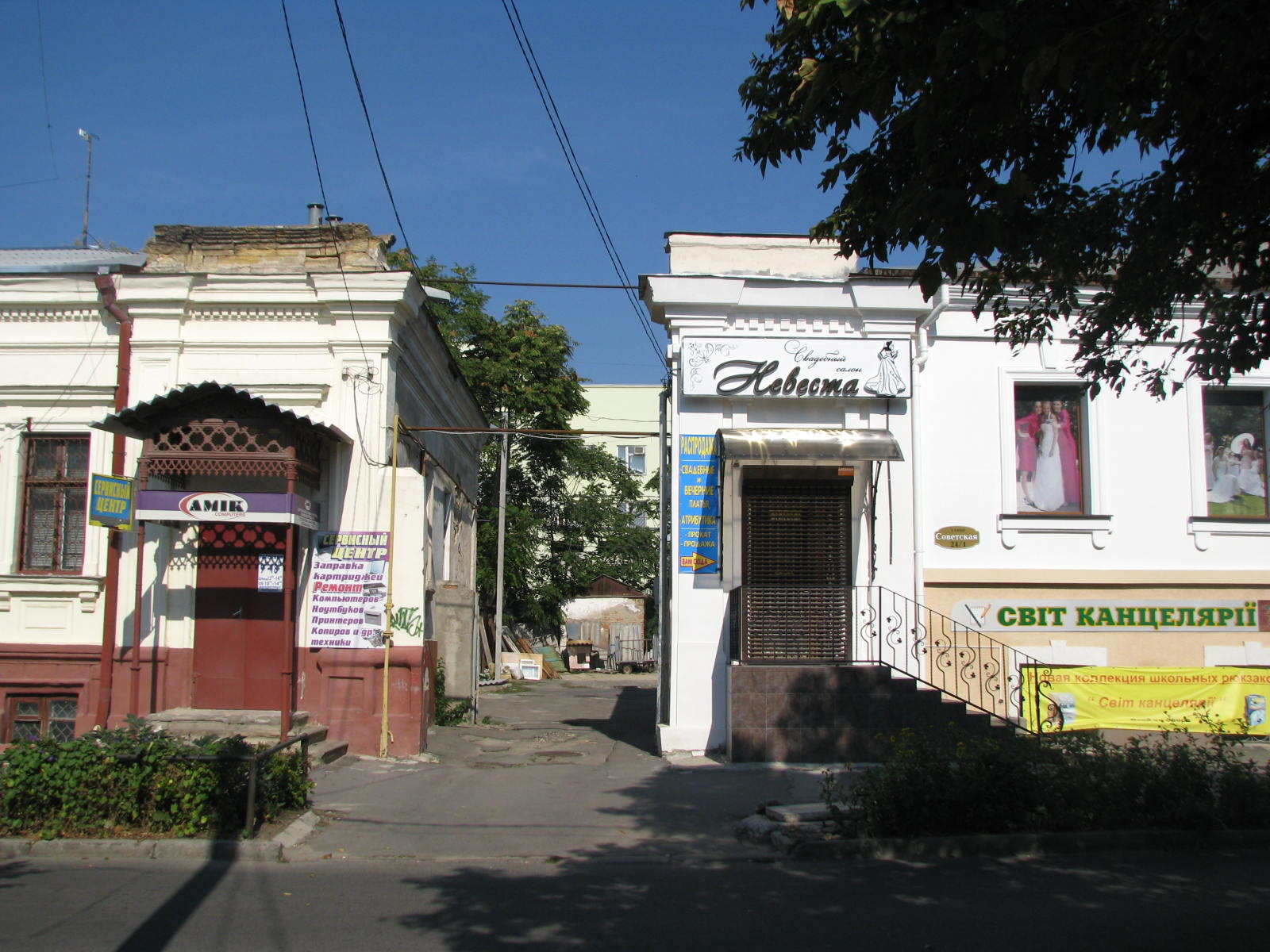
Будинки 24-26
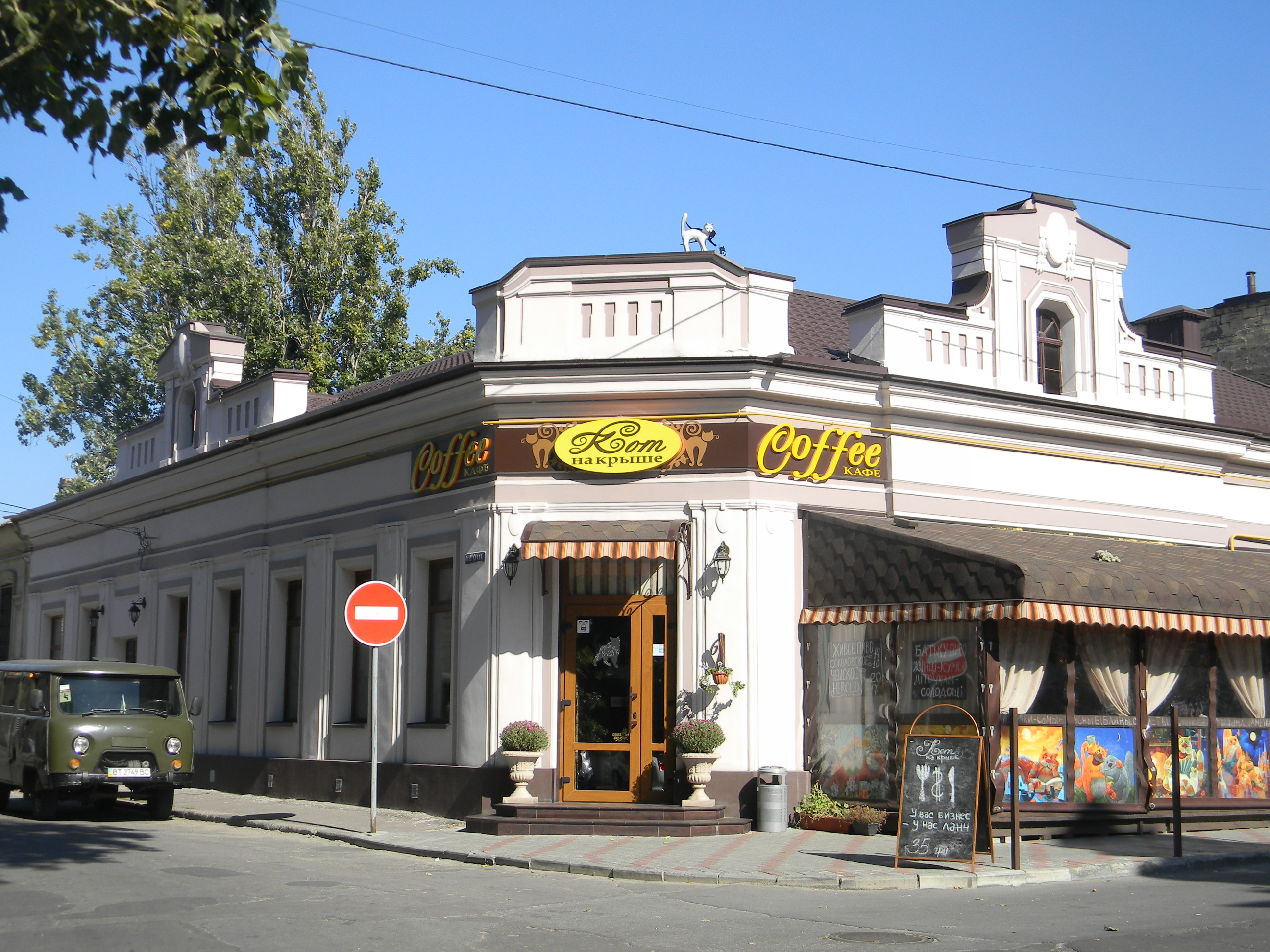
Будинок 38/42